# 聖瓦茨拉夫教堂

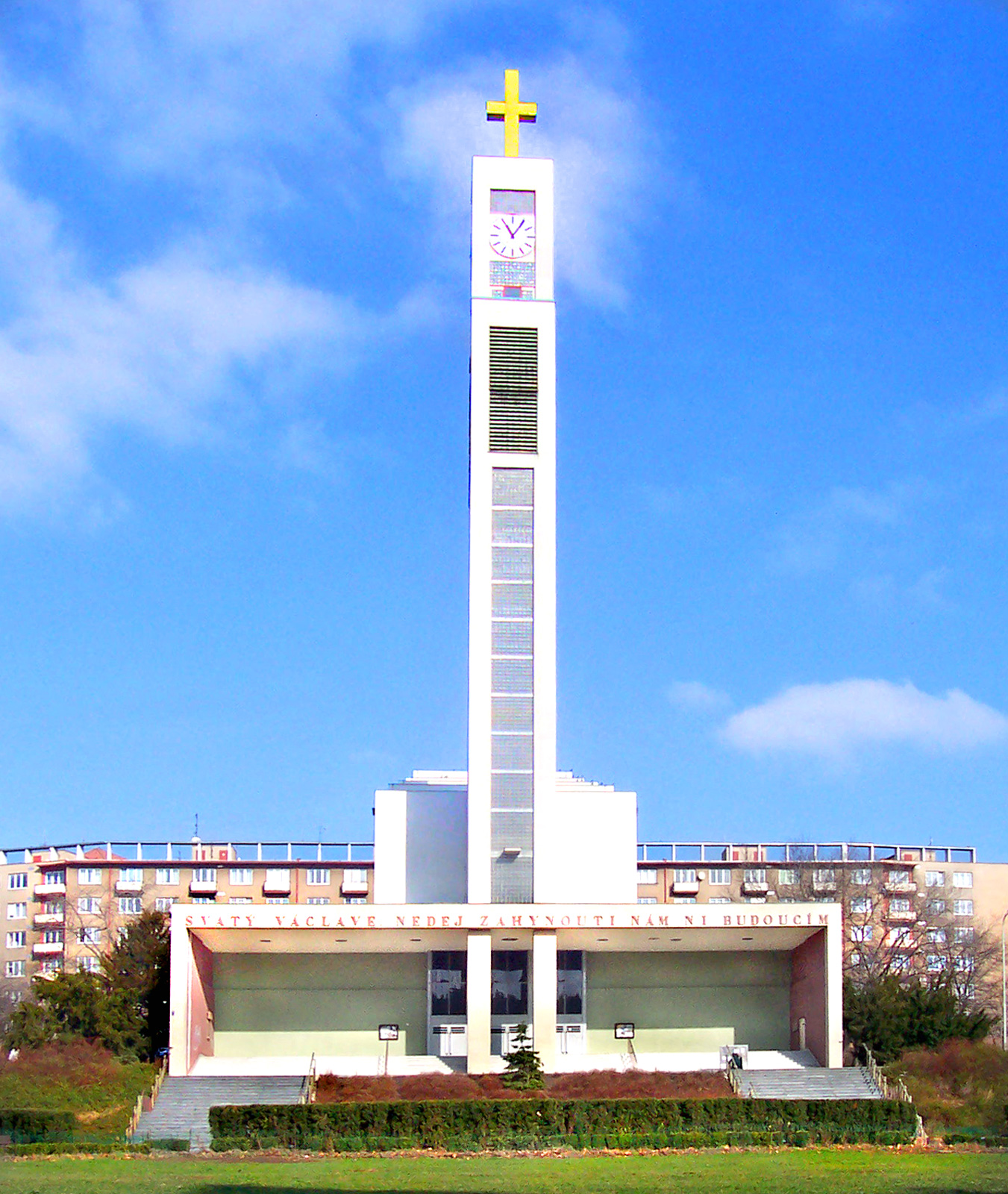
聖瓦茨拉夫教堂

聖瓦茨拉夫教堂（捷克語：Kostel sv. Václava）是捷克首都布拉格的一座教堂，位於布拉格10區。這座教堂修建於1930年，紀念聖瓦茨拉夫去世1000週年。教堂的高塔高度達50米，頂部有一個高7米的十字架。